# Liste der Kulturdenkmäler in Rutsweiler an der Lauter
In der Liste der Kulturdenkmäler in Rutsweiler an der Lauter sind alle Kulturdenkmäler der rheinland-pfälzischen Ortsgemeinde Rutsweiler an der Lauter aufgeführt. Grundlage ist die Denkmalliste des Landes Rheinland-Pfalz (Stand: 6. September 2022).

## Einzeldenkmäler
| Bezeichnung | Lage               | Baujahr         | Beschreibung | Bild                           |
| ----------- | ------------------ | --------------- | --- | ------------------------------ |
| Zweikirche  | Hauptstraße 2 Lage | 11. Jahrhundert | romanisches Langhaus, 11. Jahrhundert, Erweiterung um 1320, spätgotischer Westturm, um 1465, und Chor, 1501; zwei Glocken, 1463 und 1464 von Johannes Otto, Kaiserslautern | weitere Bilder Fotos hochladen |